# Castillo de Aínsa
El castillo de Aínsa está situado en el extremo oeste de la plaza mayor de la villa de Aínsa localidad pirenaica aragonesa situada en la comarca de Sobrarbe, en la confluencia de los ríos Ara y Cinca.
Está considerado como BIC (Bien de Interés Cultural) (fue declarado Monumento histórico-artístico perteneciente al Tesoro Artístico Nacional mediante decreto de 3 de junio de 1931).
Actualmente su recinto es utilizado para albergar los conciertos del conocido Festival del castillo de Aínsa y las diversas ferias de la localidad.

## Historia
El castillo es resultado de dos fases constructivas bien diferenciadas. La primera de ellas data mediados del siglo XI, época en que se reorganiza la frontera meridional de Sobrarbe, fortificándose numerosos puntos frente a los territorios de dominación musulmana.
Destaca igualmente la reforma y ampliación del XVII, en lo que fue la fortificación de la frontera frente a las posibles invasiones del otro lado de los Pirineos, encargada al ingeniero Tiburcio Spanochi. A esta época pertenecen las torres y el muro norte habilitado para el uso de artillería. A partir del siglo XVIII el castillo cayó en desuso y se volvió a utilizar como fuerte militar en los distintos sucesos bélicos del XIX.

## Descripción
El cúmulo de fases constructivas (principalmente el siglo XI y el XVII) han dado como resultado un recinto defensivo complejo. Las diferentes exigencias militares y estratégicas propias de cada momento alteraron en gran medida la construcción. El ingeniero Tiburcio Spanochi, en el siglo XVI, encargado de la construcción de fortificaciones a lo largo del pirineo aragonés, concibió el castillo de Ainsa como un recinto unitario, dando homogeneidad y aprovechando todos los restos de fases constructivas anteriores. Se aprecian pues restos de la original fortificación medieval levantada en el siglo XI.
El resultado actual es un recinto de planta irregular con torres en cada uno de sus vértices, construidas en sillarejo y refuerzo de sillar en los ángulos. El lienzo o muralla, construido igualmente en sillarejo, se levanta imponente alcanzando incluso los 14 metros desde el interior.
El recinto posee dos accesos, este y oeste, dos bastiones y un foso en su lado occidental. La muralla es transitable desde lo alto, y muestra gran cantidad de aspilleras o troneras para artillería a lo largo de todo el lienzo.

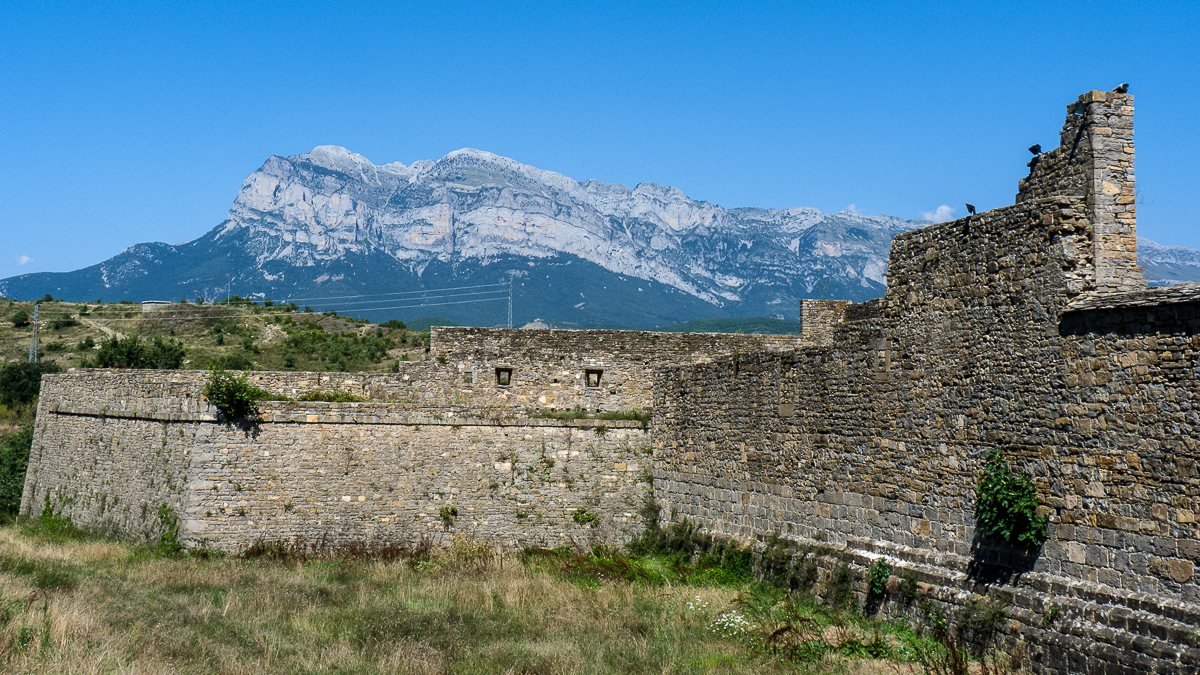
Muralla exterior (S. XVI)
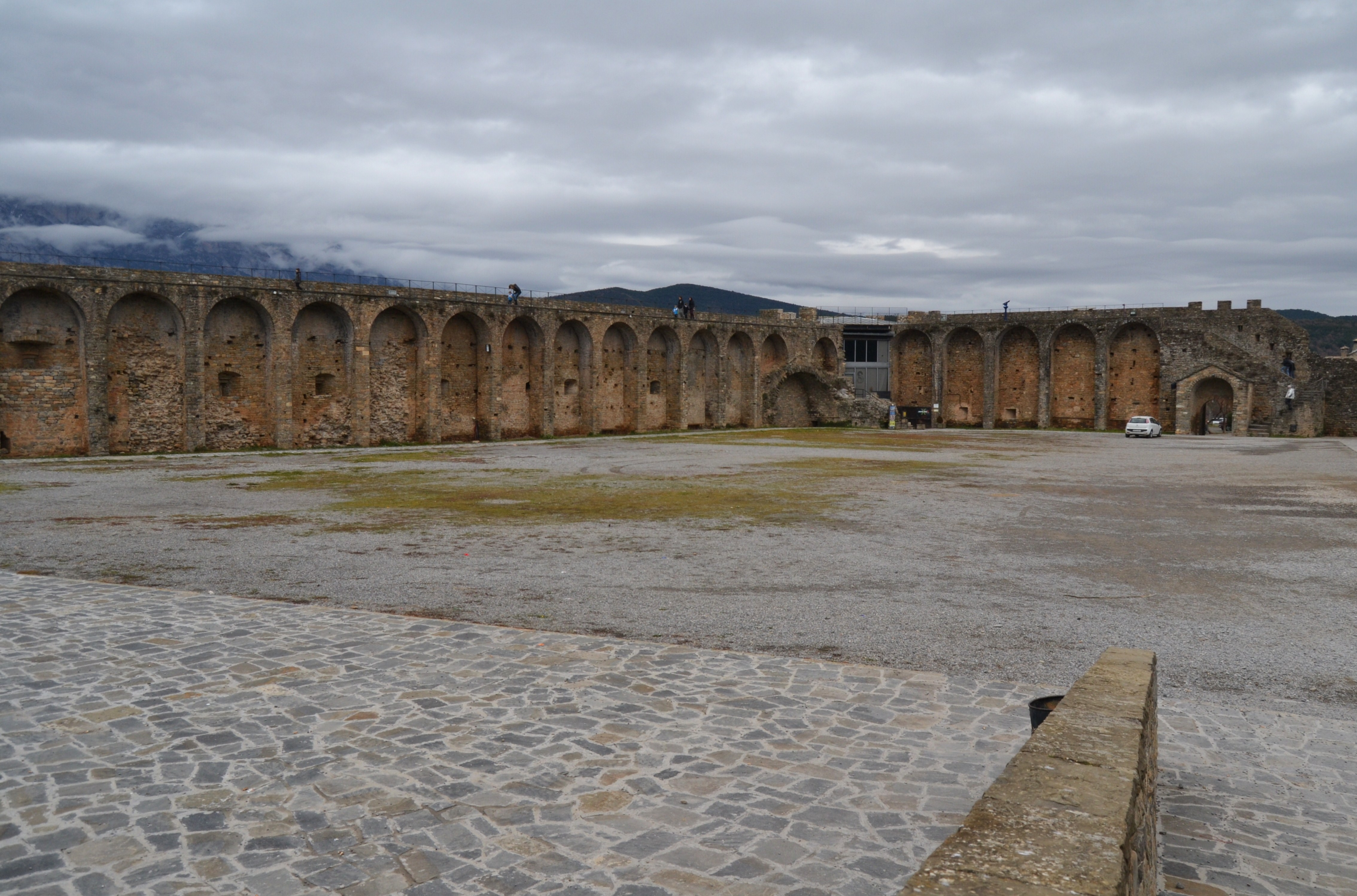
Muros norte y este (S. XVI-XVII)
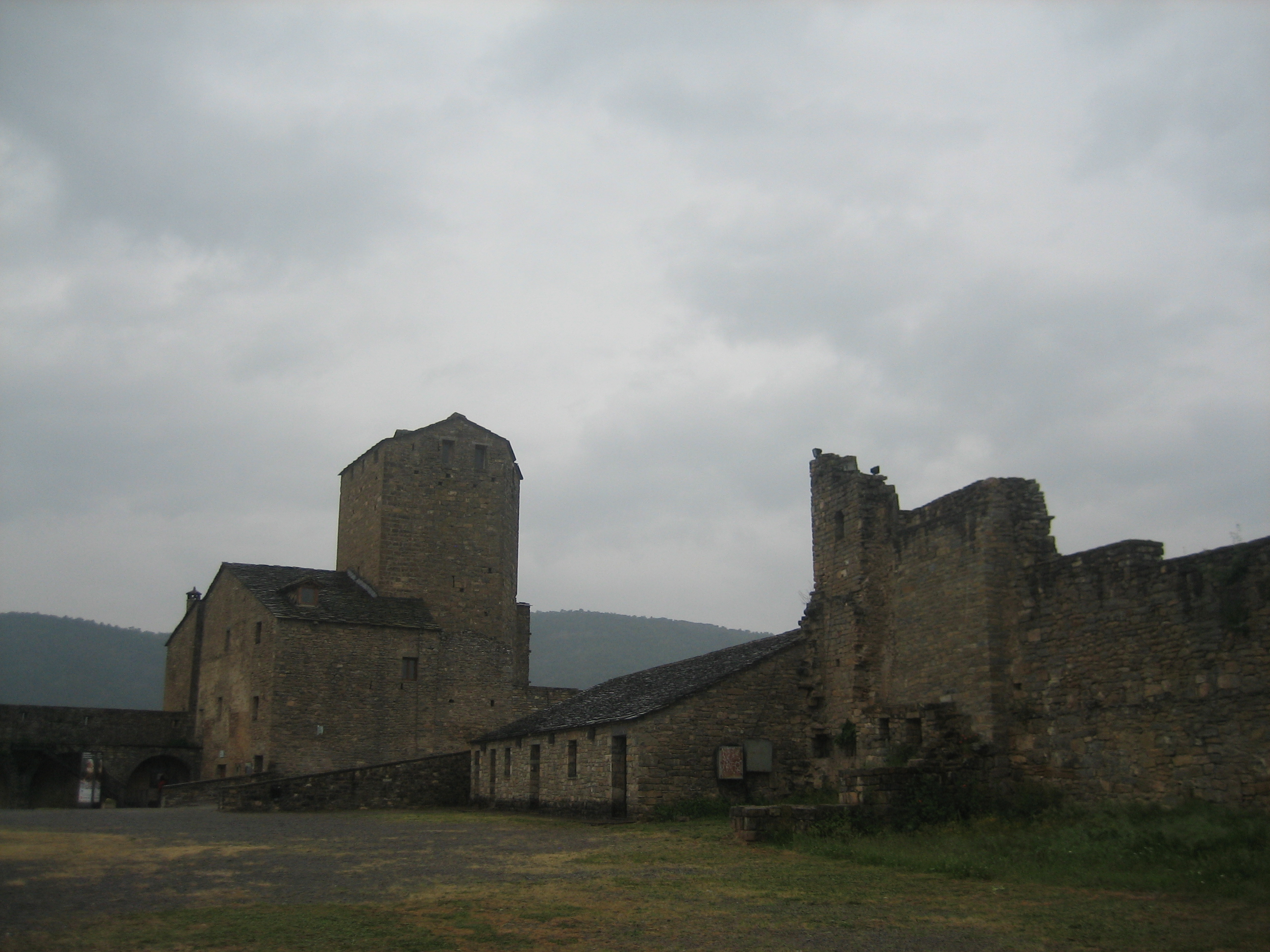
Muro oeste (S. XVI)
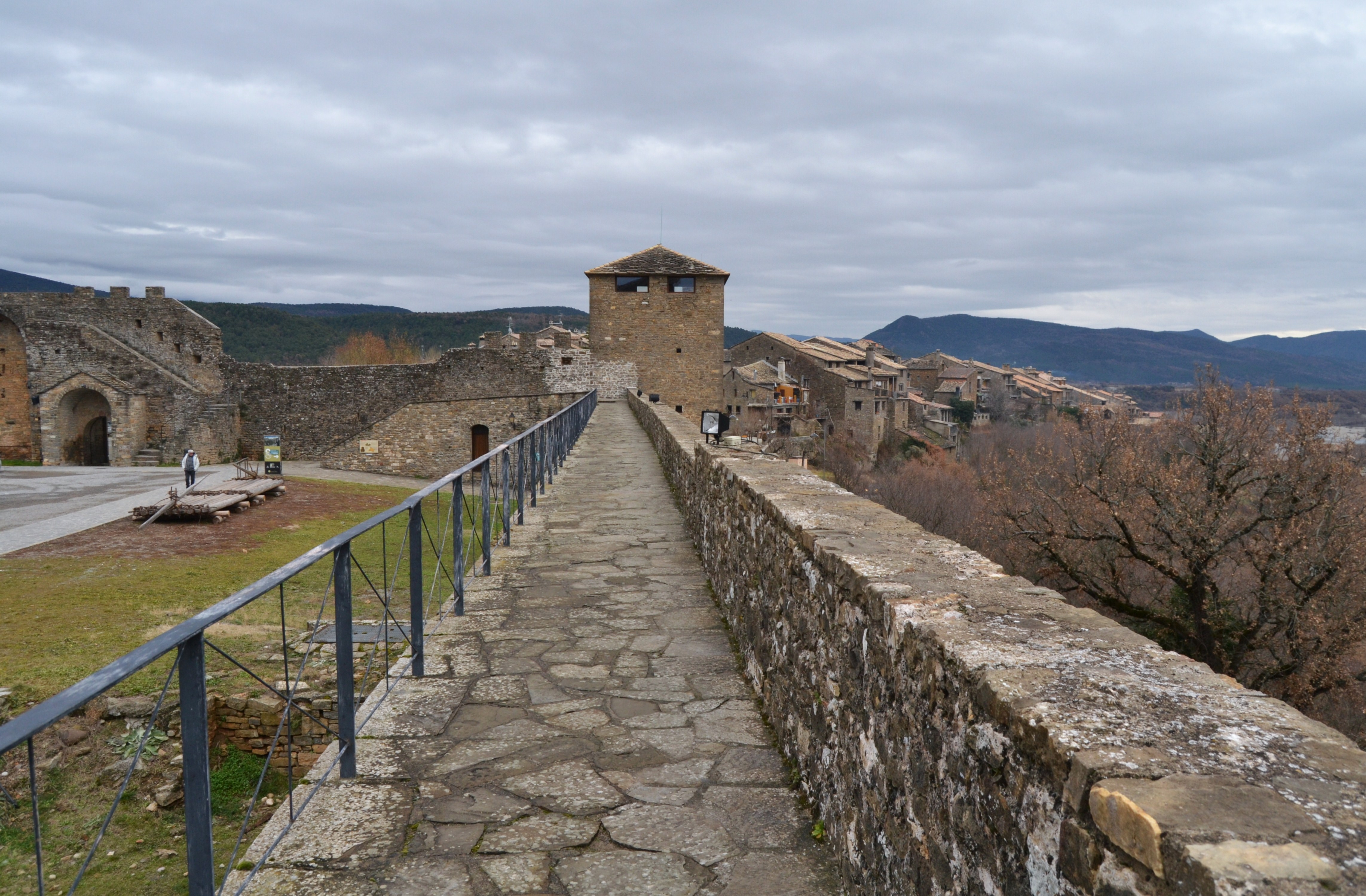
Camino de ronda orientado al sur. A la izquierda se encuentra una "navata" (almadía)
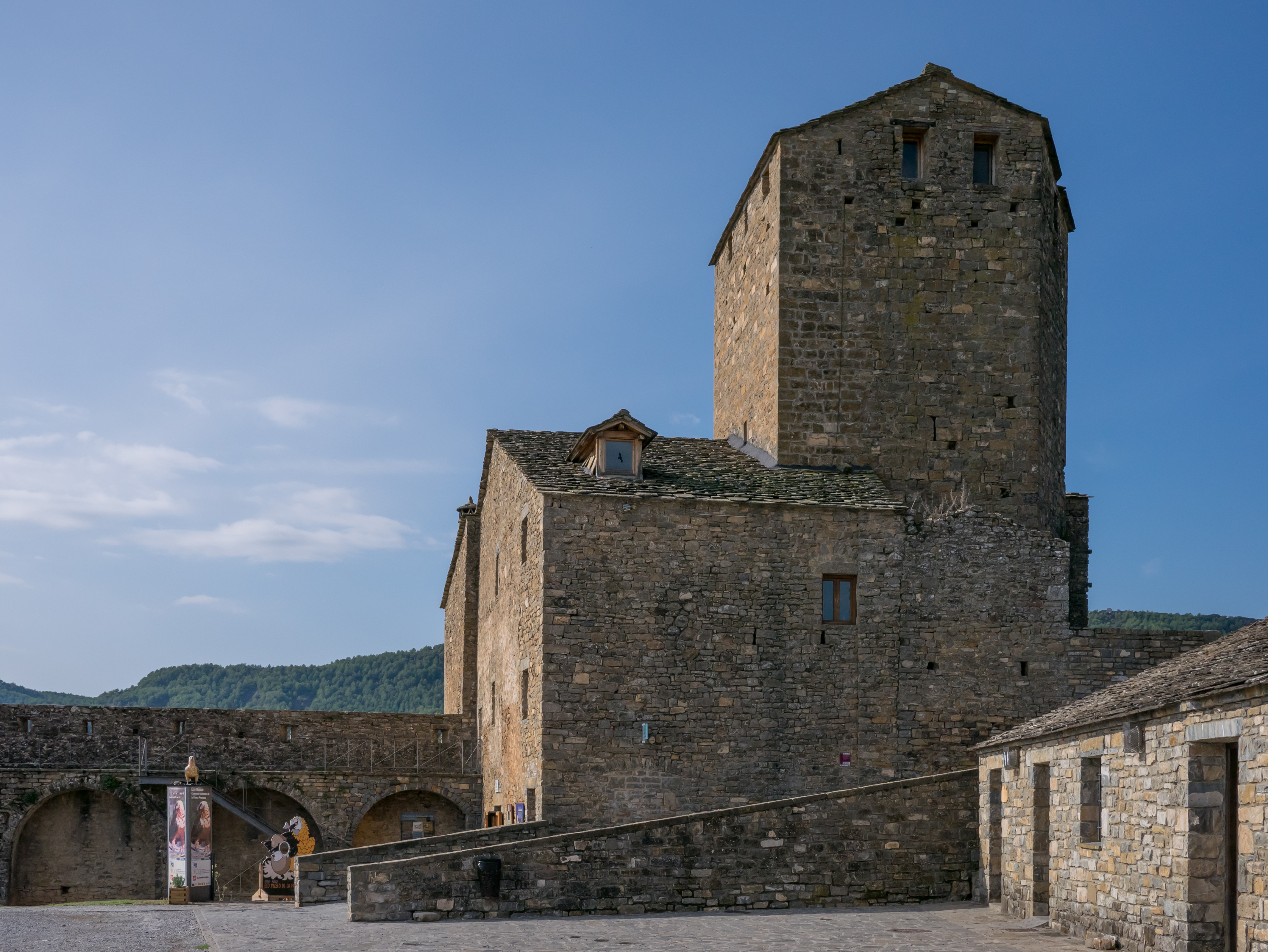
Torre de planta pentagonal (S. XVI)